# Association régionale de services aux organismes d'élevage
ARSOE est un sigle qui signifie Association Régionale de Services aux Organismes d'Élevage. Ces associations sont des organisations régionales gérées par les agriculteurs et les organismes d'élevage.

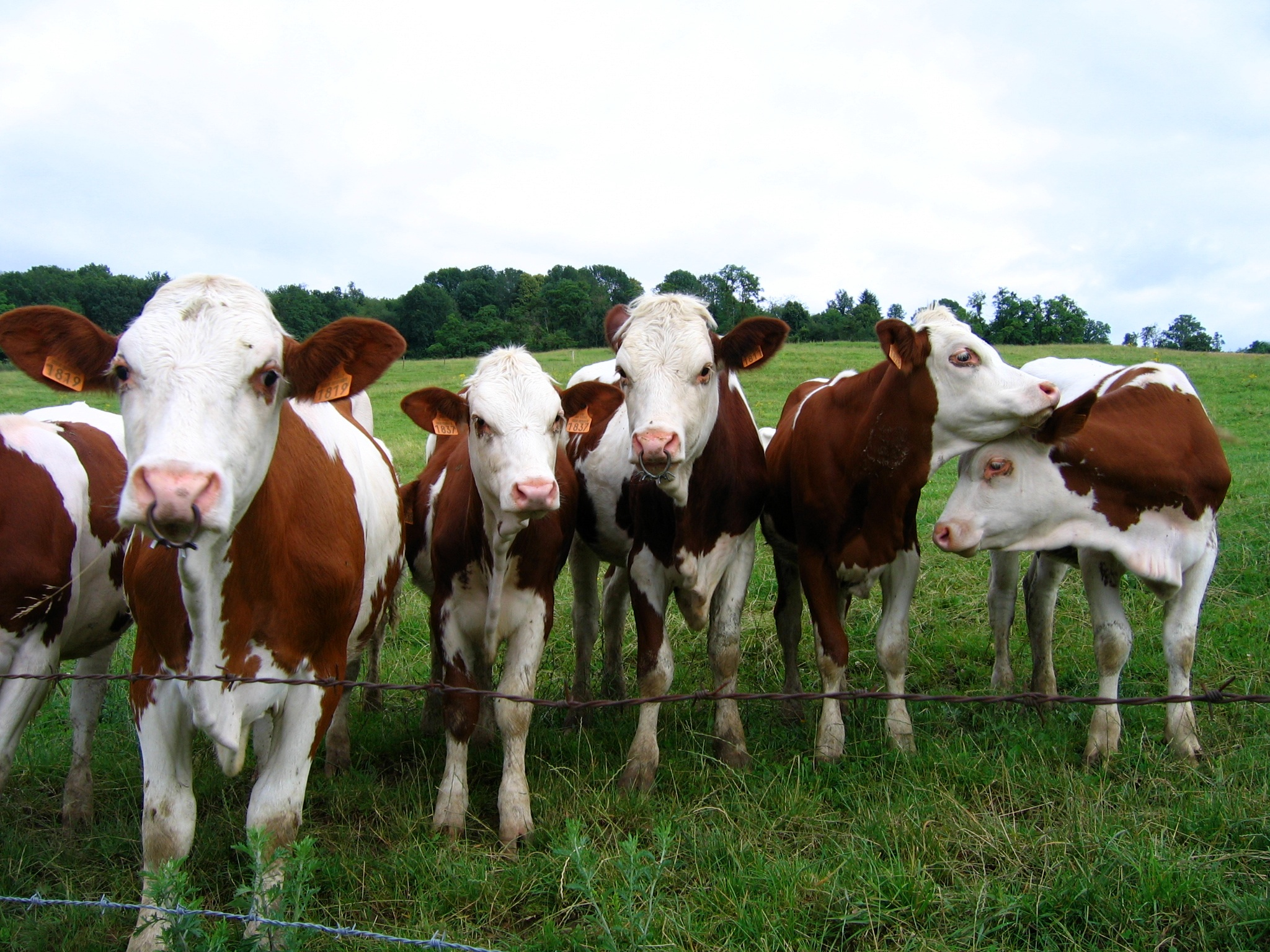
Génisses montbéliardes